# جون هانسون (لاعب كرة الأرض)
جون هانسون (بالسويدية: Johan Hansson)‏ هو لاعب كرة الأرض ‏ سويدي، ولد في 28 مايو 1979 في فاربيرغ في السويد.